# Pleurotomella engonia
Pleurotomella engonia är en snäckart som först beskrevs av Addison Emery Verrill 1884.  Pleurotomella engonia ingår i släktet Pleurotomella och familjen kägelsnäckor. Inga underarter finns listade i Catalogue of Life.